# Бенгтссон, Симон
Симон Бенгтссон (швед. Simon Bengtsson; род. 23 апреля 2004) — шведский футболист, полузащитник клуба «Хельсингборг».

## Клубная карьера
Является воспитанником «Хельсингборга», где выступал за различные детские и юношеские команды. С 2021 года стал привлекаться к тренировкам с основной командой. В октябре 2022 года в игре с «Варбергом» впервые попал в официальную заявку клуба на матч Алльсвенскана, но на поле не появился. 23 октября 2022 года дебютировал в чемпионате Швеции во встрече с «Дегерфорсом», появившись на поле в стартовом составе и на 86-й минуте уступив место Эрвину Гиговичу.

## Карьера в сборной
В августе 2019 года был вызван в юношескую сборную Швеции на товарищеские матчи с Финляндией. В первой игре дебютировал в её составе, появившись на поле на 86-й минуте.

## Клубная статистика
| Выступление      | Выступление      | Выступление      | Лига | Лига | Кубки | Кубки | Конт. кубки | Конт. кубки | Итого | Итого |
| Клуб             | Лига             | Сезон            | Игры | Голы | Игры  | Голы  | Игры        | Голы        | Игры  | Голы  |
| ---------------- | ---------------- | ---------------- | ---- | ---- | ----- | ----- | ----------- | ----------- | ----- | ----- |
| Хельсингборг     | Алльсвенскан     | 2022             | 1    | 0    | 0     | 0     | 0           | 0           | 1     | 0     |
| Хельсингборг     | Итого            | Итого            | 1    | 0    | 0     | 0     | 0           | 0           | 1     | 0     |
| Всего за карьеру | Всего за карьеру | Всего за карьеру | 1    | 0    | 0     | 0     | 0           | 0           | 1     | 0     |